# José Agostinho de Oliveira Santos
José Agostinho de Oliveira Santos foi um Governador Civil de Faro entre 2 de Setembro de 1980 e 11 de Julho de 1983.